# لاله ممدووا
لاله ممدووا (به ترکی آذربایجانی: Lalə Məmmədova)(زاده ۲۳ فوریه ۱۹۷۸، باکو، جمهوری آذربایجان) - خواننده آذربایجانی، معلم، هنرمند آذربایجان و دارای دکترای فلسفه در رشته فلسفه.

## زندگی[۳]
لالا ممدوا در سال ۱۹۷۸ در باکو در خانواده ای روشنفکر به دنیا آمد. آنچه او را از چهار فرزند دیگر خانواده متمایز می‌کرد، گرایش او به موسیقی بود. اولین کنسرت او در همان حیاط مقابل بچه‌های محله برگزار شد. این آغاز راه بزرگی بود که پیش روی او بود.
این خواننده در سال ۱۳۶۴ وارد کلاس اول مدرسه شماره ۲۷۲ شد. در ۸ سالگی در آموزشگاه موسیقی بلبل ثبت نام کرد. شوکت علی‌اکبروا این دختر کوچک خوش زبان را در کلاس خود داشته باشد، زیرا می‌پندارد می‌کند قلب حساسی دارد. لاله کوچک وارد کلاس موسیقی مقامی می‌شود. به دلیل بیماری معلم، تحصیلات خود را در کلاس اسلام رضایف ادامه داد.
او در سال ۱۹۹۵ میلادی وارد دانشگاه دولتی زبان آذربایجان می‌شود در سال ۱۹۹۷ با سیاوش کریمی آهنگساز در استودیو حرفه ای رفیق بابایف شروع به کار کرد. پس از فارغ‌التحصیلی از دانشگاه دولتی زبان آذربایجان در سال ۲۰۰۱ در مقطع کارشناسی ارشد، در سال ۲۰۰۲ وارد کلاس آواز «تک آواز» در کنسرواتوار ملی شد. در آنجا تحت تعلیم آقاخان عبدالله‌یف قرار گرفت.
در ۱۵ سپتامبر ۲۰۱۱، رئیس‌جمهور الهام علی اف دستور اعطای عناوین افتخاری به شخصیت‌های فرهنگی را امضا کرد. بر اساس این حکم، عنوان افتخاری «هنرمند ارجمند جمهوری آذربایجان» به او اعطا شد.
در سال ۲۰۱۲، لالا ممدووا، در تئاتری به افتخار رشید بهبودوف در ایفای سولیست بود. این خواننده معروف پاپ امروز ترانه‌های «سالهای مدرسه»، «صدا»، «این شهر برای ما کوچک است»، «عشق دیوانه»، «اسم من لاله طلایی است»، «دوستت دارم» و … را خواند.
وی علاوه بر این که برای خوانندگی معروف است به دلیل فعالیت آموزشی خود در آکادمی ملی هوانوردی آذربایجان و آموزش زبان انگلیسی نیز شناخته شده‌است.